# کنه هر
کنه هر، روستایی است از توابع بخش مرکزی شهرستان دالاهو استان کرمانشاه ایران.

## جمعیت
این روستا در دهستان بیونیج قرار داشته و بر اساس سرشماری سال ۱۳۸۵ جمعیت آن (۵۹خانوار) ۲۵۵نفر بوده‌است.